# روابط تاجیکستان و قرقیزستان
روابط قرقیزستان و تاجیکستان به روابط دیپلماتیک دوجانبه بین جمهوری تاجیکستان و جمهوری قرقیزستان اشاره دارد. روابط قرقیزستان و تاجیکستان در سالهای اخیر متشنج بوده‌است. پناهندگان و جنگجویان ضد دولت در تاجیکستان چندین بار به قرقیزستان رفته و حتی گروگان‌گیری کرده‌اند.

## تاریخ
قرقیزستان در اکتبر ۱۹۹۲ تلاش کرد تا در توافق‌نامه بین نیروهای رقابت‌کننده تاجیکستانی همکاری کند اما بدون موفقیت بود. بعدتر عسکر آقایف در راستای حمایت از رئیس‌جمهور تاجیکستان امامعلی رحمان با ارسال یک نیروی مداخله مشترک علیه شورشیان، به اسلام کریموف و نورسلطان نظربایف پیوست به اما پارلمان قرقیزستان مأموریت گروه کوچک خود را برای چند ماه تا اواخر بهار ۱۹۹۳ به تأخیر انداخت. در میانه سال ۱۹۹۵ نیروهای قرقیزستان مسئولیت بستن بخش کوچکی از مرز تاجیکستان را در نزدیکی پنج از نیروهای شورشی تاجیکستانی بر عهده داشتند.
تهدید بزرگتر قرقیزستان از جانب تاجیکستان بی‌ثباتی کلی است که جنگ داخلی طولانی مدت در منطقه ایجاد کرده‌است. به ویژه اینکه جاده خاروق-اوش، یا اصطلاحاً «بزرگراه بالای ابرها»، به یک کانال اصلی قاچاق کالای غیرمجاز، از جمله سلاح و مواد مخدر تبدیل شده‌است. جلسه روسای آژانس‌های امنیتی دولتی تاجیکستان، قرقیزستان، قزاقستان و ازبکستان که در بهار سال ۱۹۹۵ در اوش برگزار شد نتیجه گرفت که شرایط قومی، اجتماعی و اقتصادی در اوش به‌طور فزاینده‌ای شبیه به شرایط در تاجیکستان در اواخر دهه ۱۹۸۰ است و به این ترتیب شیوع بی‌ثباتی در تاجیکستان را به رسمیت شمرد.
در ۲۸ آوریل ۲۰۲۱ یک درگیری مرزی میان دو کشور آغاز شد.